# Índice General de la Bolsa de Valores de Lima
El S&P/BVL Peru General es un indicador que mide el comportamiento del mercado bursátil y sirve para establecer comparaciones respecto de los rendimientos alcanzados por los diversos sectores (industrial, bancario, agrario, minero, de servicios públicos, etc.) participantes en la Bolsa de Lima, en un determinado período de tiempo. Se determina a partir de una cartera formada por las acciones más significativas de la negociación bursátil, seleccionadas con base en su frecuencia de negociación, monto de negociación y número de operaciones. 

## Fórmula de cálculo
La fórmula de cálculo del Índice General de la Bolsa de Valores de Lima, que se usa también para el cálculo de los demás índices, es la siguiente: 
IGBVL = ( Σ (Pin / Pio * Wi * Ci)/ Σ Wi) *100 
Donde: 
- Σ : Sumatoria
- Pin: Precio de la acción "i" en el día "n"
- Pio: Precio de la acción "i" en la fecha base
- Wi: Peso de la acción "i" dentro de la cartera. Este peso se determina según el monto efectivo negociado, la frecuencia y el número de operaciones que registra el valor.
- Ci: Corrector acumulado por entrega de acciones liberadas, dividendos en efectivo y derechos de suscripción.

El precio Pn que se utiliza en la fórmula se determina según las siguientes prioridades: 
- 1.ª Prioridad: Propuesta a firme o abierta que mejore mercado (compra mayor o venta menor) con relación a la cotización de cierre del día.

- 2.ª Prioridad: Si no existiese propuesta que mejore mercado, se considera la cotización de cierre.

- 3ª. Prioridad: Si no hubiera cotización de cierre, se considera la propuesta a firme o abierta que mejore mercado con relación a la cotización anterior.

- 4ª. Prioridad: Si no se presentara cotización de cierre ni propuestas, se considera la cotización anterior.

Con la finalidad de mantener constantemente actualizada la cartera del IGBVL, se ha estimado conveniente la realización de una revisión semestral, habiéndose definido el 2 de enero y el 1 de julio como las fechas para la entrada en vigencia de la cartera actualizada. 
Sin embargo, si las circunstancias del mercado así lo determinan, las carteras pueden permanecer invariables, lo que será comunicado oportunamente al mercado.

## Componentes
El índice está compuesto por las siguientes 36 compañías que operan en el índice a diciembre de 2024.
| Compañía                       | Símbolo                   | Industria         | Capitalización (millones de dólares) | Valor de la acción en Soles (2024) |
| ------------------------------ | ------------------------- | ----------------- | ------------------------------------ | ---------------------------------- |
| Southern Copper Corporation    | BVL:SCCO NYSE: SCCO       | Minería           | 77.880                               | S/. 323,53                         |
| Credicorp                      | BVL:BAP NYSE: BAP         | Grupo de empresas | 14.710                               | S/. 658,09                         |
| Sociedad Minera Cerro Verde    | BVL:CVERDEC1              | Minería           | 14.000                               | S/. 147,06                         |
| Cervecería Backus & Johnston   | BVL:BACKUSC1 BVL:BACKUBI1 | Bebidas           | 7.440                                | S/. 198 S/. 20,5                   |
| Intercorp                      | BVL:IFS NASDAQ: IFHZF     | Grupo de empresas | 3.770                                | S/. 117,35                         |
| BBVA (Perú)                    | BVL:BBVAC1                | Banca             | 3.550                                | S/. 1,47                           |
| Compañía de Minas Buenaventura | BVL:BUENABC1              | Minería           | 3.380                                | S/. 46,43                          |
| InRetail                       | BVL:INRETC1               | Retail            | 3.320                                | S/. 104,78                         |
| Orygen                         | BVL:ORYGENC1              | Energía           | 2.080                                | S/. 2,45                           |
| Compañía Minera Poderosa       | BVL:PODERC1               | Minería           | 1.760                                | S/. 8                              |
| Alicorp                        | BVL:ALICORC1              | Alimentación      | 1.400                                | S/. 7,5                            |
| Pluz Energía Perú              | BVL:PLUZENC1              | Energía           | 1.400                                | S/. 1,70                           |
| Minsur                         | BVL:MINSURI1              | Minería           | 1.160                                | S/. 4,40                           |
| Cervecería San Juan            | BVL:SNJUANI1              | Bebidas           | 1.120                                | S/. 43,15                          |
| Ferreycorp                     | BVL:SNJUANI1              | Grupo de empresas | 780                                  | S/. 3,05                           |
| Unacem                         | BVL:UNACEMC1              | Cemento           | 675                                  | S/. 1,51                           |
| Engie (Perú)                   | BVL:ENGIEC1               | Energía           | 595                                  | S/. 3,7                            |
| Cementos Pacasmayo             | BVL:CPACASC1              | Cemento           | 541                                  | S/. 4,25                           |
| Rimac Seguros                  | BVL:RIMSEGC1              | Aseguramiento     | 534                                  | S/. 0.96                           |
| Nexa Resources Atacocha        | BVL:NEXAPEC1              | Minería           | 514                                  | S/. 1,37                           |
| Aceros Arequipa                | BVL:CORAREI1 BVL:CORAREC1 | Siderúrgica       | 456                                  | S/. 1,01 1,68                      |
| Minera El Brocal               | BVL:BROCALC1              | Minería           | 424                                  | S/. 9,7                            |
| Volcan Compañía Minera         | BVL:VOLCAAC1 LSE: HOC     | Minería           | 316                                  | S/. 0,20                           |
| SIDERPERU                      | BVL:SIDERC1               | Siderúrgica       | 292                                  | S/. 1,55                           |
| Casa Grande                    | BVL:CASAGRC1              | Agricultura       | 274                                  | S/. 11,89                          |
| Ron Cartavio                   | BVL:CARTAVC1              | Agricultura       | 256                                  | S/. 44                             |
| Aenza                          | BVL:AENZAC1               | Inmobiliaria      | 213                                  | S/. 0,44                           |
| Pesquera Exalmar               | BVL:EXALMC1               | pesquera          | 182                                  | S/. 2,50                           |
| Sociedad Minera Corona         | BVL:MINCORI1              | Minería           | 118                                  | S/. 12,7                           |
| Andino Investment              | BVL:AIHC1                 | Inversiones       | 96                                   | S/. 1,10                           |
| Bolsa de Valores de Lima       | BVL:GBVLAC1               | Inversiones       | 96                                   | S/. 2,70                           |
| Grupo Austral S.A.             | BVL:AUSTRAC1              | pesquera          | 96                                   | S/. 1,37                           |
| Panoro Minerals                | BVL:PML                   | Minería           | 80                                   | S/. 1,10                           |
| Alta Copper                    | BVL:ATCU                  | Minería           | 27                                   | S/. 1,18                           |
| Pomalca                        | BVL:POMALCC1              | Agricultura       | 20                                   | S/. 0,23                           |
| PPX mining                     | BVL:PPX                   | Minería           | 19                                   | S/. 0,11                           |